# Cratocentrus
Cratocentrus is een geslacht van vliesvleugeligen uit de familie bronswespen (Chalcididae). De wetenschappelijke naam van dit geslacht is voor het eerst geldig gepubliceerd in 1907 door Cameron.

## Soorten
Het geslacht Cratocentrus omvat de volgende soorten:
- Cratocentrus birmanus (Masi, 1944)
- Cratocentrus decoratus (Klug, 1834)
- Cratocentrus fastuosus (Masi, 1944)
- Cratocentrus maculicollis (Masi, 1944)
- Cratocentrus pruinosus Steffan, 1959
- Cratocentrus ruficornis Cameron, 1907
- Cratocentrus tomentosus (Nikol'skaya, 1952)